# Ruba
Ruba (in bielorusso Ру́ба) è un comune della Bielorussia, situato nella regione di Vicebsk.